# Montserrati labdarúgó-válogatott
A montserrati labdarúgó-válogatott Montserrat nemzeti csapata, amelyet a montserrati labdarúgó-szövetség (angolul: Montserrat Football Association) irányít. A CONCACAF-tag szigetország a világ egyik leggyengébb válogatottjával rendelkezik, történelmük során mindössze kétszer hagyták el győztesen a pályát, mindkétszer a szomszédos anguillai labdarúgó-válogatott felett diadalmaskodtak az 1995-ös karibi kupa oda-visszavágós előselejtezőin.

## Korábbi mérkőzések 2008-ban
| Időpont           | Helyszín                    | Ellenfél     | Eredmény | Kiírás       |
| ----------------- | --------------------------- | ------------ | -------- | ------------ |
| 2008. március 26. | Macoya (Trinidad és Tobago) | Suriname (s) | 1 – 7    | Vb-selejtező |

## Következő mérkőzések
Nincs pontos időpontra lekötött mérkőzésük.

## Világbajnoki szereplés
- 1930 – 1998: Nem indult.
- 2002 – 2014: Nem jutott be.

## CONCACAF-aranykupa-szereplés
- 1991: Nem jutott be.
- 1993: Nem indult.
- 1996: Nem jutott be.
- 1998: Nem indult.
- 2000: Nem jutott be.
- 2002: Nem jutott be.
- 2003: Visszalépett.
- 2005: Nem jutott be.
- 2007: Nem indult.